# Amt Königshoven
Das Amt Königshoven war ein Amt im Kreis Bergheim (Erft) in der preußischen Rheinprovinz und in Nordrhein-Westfalen. Es ging aus der Bürgermeisterei Königshoven, der Bürgermeisterei Kaster und der Bürgermeisterei Pütz hervor. Das Gebiet des Amtes gehört heute zur Stadt Bedburg im Rhein-Erft-Kreis.

## Bürgermeisterei Königshoven
Von 1798 bis 1814 standen alle linksrheinischen Gebiete unter französischer Herrschaft. Während dieser Zeit wurde nach französischem Vorbild die Mairie Königshoven eingerichtet, die zum Kanton Bergheim im Arrondissement Köln des Rur-Departements gehörte. Nachdem das Rheinland 1814 an Preußen gefallen war, wurde aus der Mairie die preußische Bürgermeisterei Königshoven, die 1816 zum neuen Kreis Bergheim kam.
Die Bürgermeisterei Königshoven bestand zunächst nur aus der Gemeinde Königshoven. Am 25. März 1872 wurde von dieser die neue Gemeinde Morken-Harff abgespalten, wodurch die Bürgermeisterei seitdem zwei Gemeinden umfasste.
Am Ende des Jahres 1927 wurde die Bezeichnung aller rheinischen Landbürgermeistereien in „Amt“ geändert. Die Bürgermeisterei hieß nun Amt Königshoven.

## Bürgermeisterei Kaster
Auch die Bürgermeisterei Kaster ging aus einer in der Franzosenzeit gegründeten Mairie hervor. Sie umfasste die Stadt Kaster sowie die Gemeinden Epprath und Lipp. Aus ihr wurde am Ende des Jahres 1927 das Amt Kaster.

## Bürgermeisterei Pütz
Die Bürgermeisterei Pütz, ebenfalls in der Franzosenzeit als Mairie gegründet, bestand nur aus der Gemeinde Pütz. Aus ihr wurde am Ende des Jahres 1927 das Amt Pütz. Am 1. November 1934 wurden alle preußischen Einzelgemeindeämter und damit auch das Amt Pütz aufgehoben; Pütz wurde dadurch eine amtsfreie Gemeinde.

## Amt Königshoven
Am 1. April 1938 wurde das Amt Kaster aufgelöst. Seine drei Gemeinden Epprath, Kaster und Lipp wurden zusammen mit der amtsfreien Gemeinde Pütz in das Amt Königshoven eingegliedert. Nach dem Zweiten Weltkrieg wurde die Gemeinde Lipp durch die Besatzungsbehörden aus dem Amt Königshoven ausgegliedert und verwaltungstechnisch der Stadt Bedburg unterstellt. Epprath und Morken-Harff wurden in den 1950er Jahren durch den Tagebau Frimmersdorf-West (heute Tagebau Garzweiler) abgebaggert. Ihr Gemeindegebiet wurde am 1. Oktober 1956 in die Stadt Kaster eingegliedert. Das Amt Königshoven umfasste seitdem noch
- die Stadt Kaster
- die Gemeinde Königshoven und
- die Gemeinde Pütz.

Am 1. Januar 1975 wurde das Amt Königshoven durch das Köln-Gesetz aufgelöst. Seine Gemeinden wurden Teil der Stadt Bedburg.

## Einwohnerentwicklung
| Jahr | Bürgermeisterei Kaster | Bürgermeisterei Königshoven | Bürgermeisterei Pütz | Quelle |
| ---- | ---------------------- | --------------------------- | -------------------- | ------ |
| 1843 | 1298                   | 2523                        | 2552                 | [ 4 ]  |
| 1871 | 1227                   | 2734                        | 2686                 | [ 5 ]  |
| 1885 | 1305                   | 2874                        | 2716                 | [ 6 ]  |
| 1910 | 1500                   | 3111                        | 2777                 | [ 7 ]  |
| 1925 | 1608                   | 3497                        | 2698                 | [ 8 ]  |
|      | Amt Königshoven        |                             |                      |        |
| 1939 | 8257                   | 8257                        | 8257                 | [ 9 ]  |
| 1950 | 9464                   | 9464                        | 9464                 | [ 10 ] |
| 1961 | 9380                   | 9380                        | 9380                 | [ 10 ] |
| 1970 | 9973                   | 9973                        | 9973                 | [ 10 ] |